# Constância
Constância es una villa y municipio portugués perteneciente al distrito de Santarém, región Centro y comunidad intermunicipal de Medio Tejo. Pertenecía a la antigua provincia de Ribatejo y aún es considerada como una localidad ribatejana.

## Geografía
El municipio tiene una extensión de 80,04 km² y está compuesto por tres parroquias o freguesias. Limita al norte, este y sur con Abrantes y al oeste con Vila Nova da Barquinha y Chamusca.

### Freguesias
Las freguesias de Constância son las siguientes:
- Constância
- Montalvo
- Santa Margarida da Coutada

## Historia

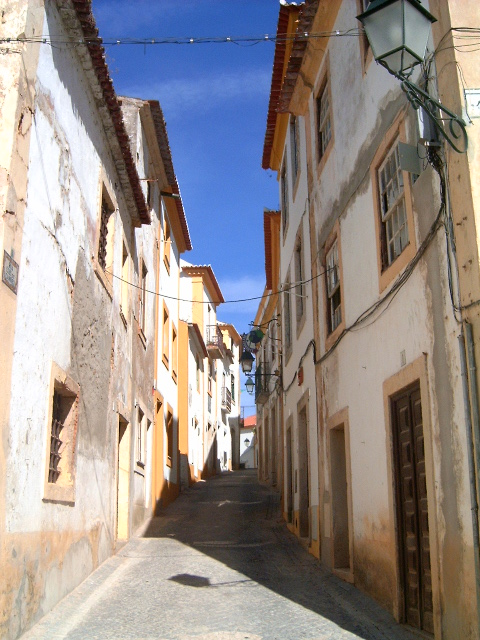
Calle del centro histórico.

La localidad ya era conocida por los romanos en el año 100 a. C. con el nombre de Pugna-Tagi («combate en el Tajo»). Constância (en tanto que designada por el nombre de Punhete) es conocida por haber sido el lugar de residencia de Luís de Camões, y se sabe que allí escribió dos de sus poemas líricos, durante su destierro en Ribatejo, cerca de los años 1546 o 1547.
Recibió su nombre actual de la reina María II en el año 1833 (o 1836), en alusión y reconocimiento al apoyo local a la causa liberal-pedrista. El nombre antiguo de la localidad, "Punhete" fue eliminado por las connotaciones groseras que tiene en argot portugués.

## Demografía
| Gráfica de evolución demográfica de Constância entre 1801 y 2021 |
|                                                                  |
| Datos según el nomenclátor publicado por el INE portugués.       |

## Patrimonio

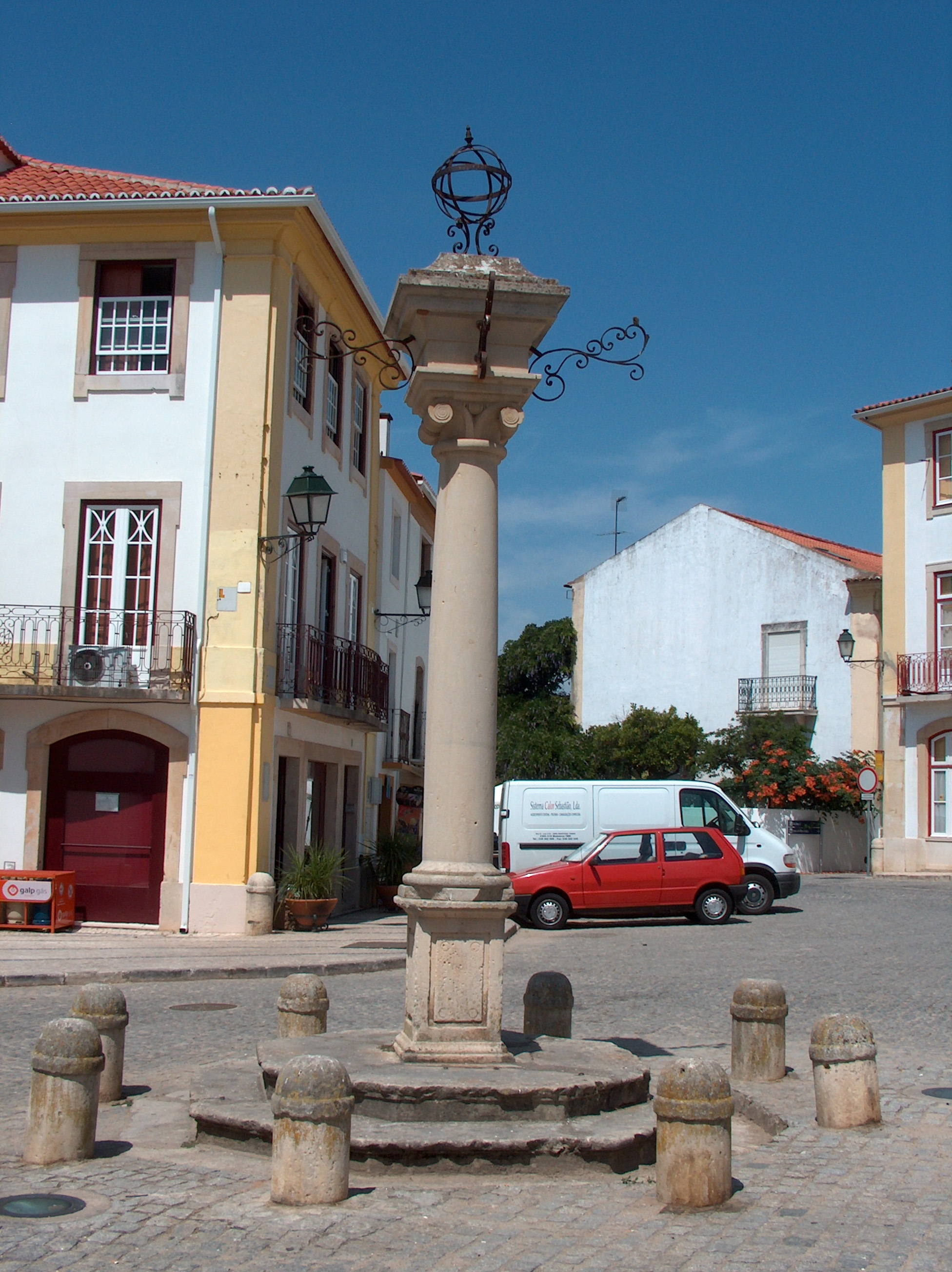
Rollo de Constância

- Pelourinho: Declarado inmueble de interés público en 1933, está incluido dentro de la base de datos del Instituto de Gestión del Patrimonio Arquitectónico y Arqueológico de Portugal (IGESPAR).[4]
- Iglesia de Misericórdia de Constância
- Iglesia Matriz de Constância